# Red Buttes, Wyoming
Red Buttes, även känt som Leah eller Redbuttes, är en mindre ort i Albany County i södra delen av den amerikanska delstaten Wyoming, belägen vid U.S. Route 287 omkring 15 kilometer söder om countyts huvudort Laramie. Ortnamnet syftar på de rödaktiga höjder som finns i trakten. Orten grundades som en järnvägsstation i samband med konstruktionen av den transamerikanska järnvägen i slutet av 1860-talet. Postkontoret var i drift 1872–1874, 1876–1879 och 1883–1902. 
Vid 2000 års folkräkning räknades orten statistiskt som del av orten The Buttes, Wyoming.
Sedan 1994 ligger här University of Wyomings astronomiska observatorium, Red Buttes Observatory. Vid observatoriet finns ett 0,6-metersteleskop som bland annat används för forskning om cepheider och gammablixtar, samt i utbildningssyfte.